# Плюхново
Плюхново — деревня в Куньинском районе Псковской области России. Входит в состав Жижицкой волости.
Расположена в 18 км к западу от волостного центра, деревни Жижица, и в 12 км к востоку от районного центра, посёлка Кунья.

## Население
Численность населения деревни по оценке на 2000 год составляла 40 жителей.